# Hilfsschiff

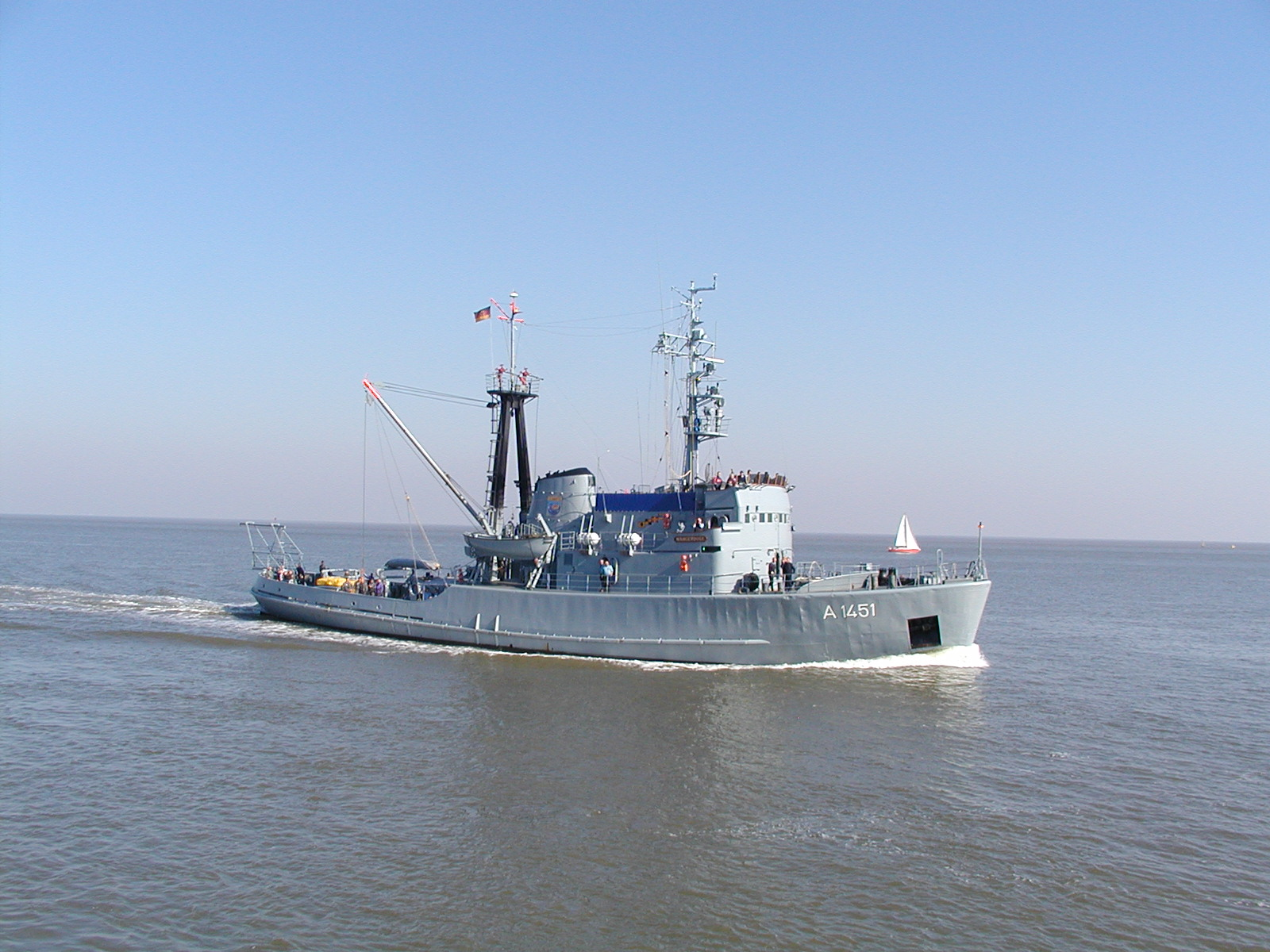
Seeschlepper Wangerooge

Hilfsschiffe sind Schiffe im Dienst einer Marine, die nicht zu unmittelbaren Kampfhandlungen dienen, sondern für logistische Unterstützung der Kampfeinheiten sorgen. Im Wesentlichen werden darunter Versorgungsschiffe aller Art, wie zum Beispiel Tanker, aber auch Schlepper und Hafendienst- sowie Spezialfahrzeuge zusammengefasst.
Hilfsschiffe können leichte Bewaffnung tragen. Sie sind nicht immer militärisch besetzt, teils haben sie zivile Besatzungen oder eine Mischung aus beiden Varianten.
Anders als Kampfschiffe sind zivile Hilfsschiffe nicht in die Liste der Kriegsschiffe eingetragen; als Zeichen ihres Status führen sie in vielen Ländern anstelle der Flagge der Seestreitkräfte eine Sonderflagge. Im Fall der Deutschen Marine ist das die Bundesdienstflagge.